# Únikový pruh

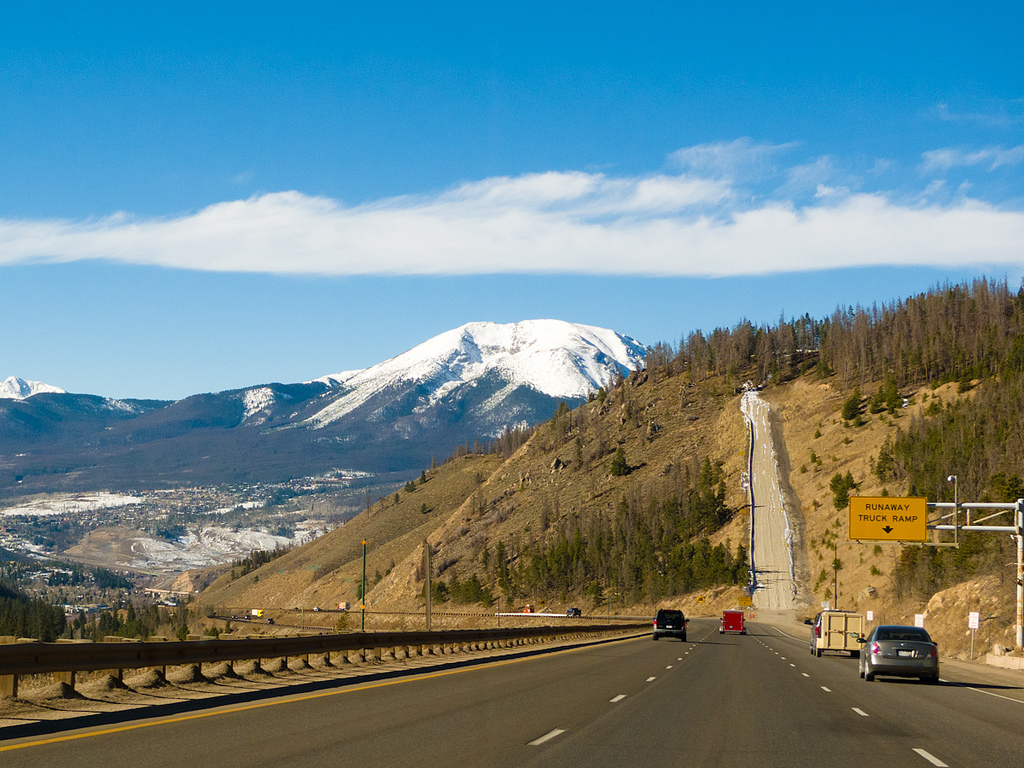
Úniková rampa v klesání na dálnici v USA

Česká dopravní značka „IP 24" označující únikový pruh

Únikový pruh je speciální rampa na silnici, kde lze v případě nouze zastavit vozidlo pomocnými prostředky, například protisvahem, hrubým štěrkovým povrchem či měkkou bariérou. Budují se na úsecích dlouhého klesání frekventovaných silnic s těžkou nákladní dopravou, kde hrozí snížení účinku brzd z důvodu přemáhání či námrazy. Takové opatření vyžaduje pravidelnou údržbu, například kypření štěrku či písku. V českých normách má speciální značku se zkratkou IP 24. Na území Česka se takový pruh nachází u Mohelnice (silnice I/35), u Dubí (silnice I/8) či na dálnici D8 u Ústí nad Labem.
V případě únikových cest z budov se jako únikový pruh dle českých norem označuje koridor s minimální šířkou 550 milimetrů. Šířka a počet těchto pruhů se ve stavbách řídí dle počtu osob i způsobu evakuace.